# Qārūn Sarā
Qārūn Sarā (persiska: قارَن سَرا, قارون سرا, Qāran Sarā) är en ort i Iran.   Den ligger i provinsen Mazandaran, i den norra delen av landet, 170 km öster om huvudstaden Teheran. Qārūn Sarā ligger 1 136 meter över havet och antalet invånare är 261.
Terrängen runt Qārūn Sarā är kuperad åt sydväst, men åt nordost är den bergig. Runt Qārūn Sarā är det ganska tätbefolkat, med 111 invånare per kvadratkilometer. Närmaste större samhälle är Pol-e Sefīd, 13,8 km sydväst om Qārūn Sarā. Trakten runt Qārūn Sarā består i huvudsak av gräsmarker.